# Carl Rimann
Carl Rimann (* 1. März 1870 in Breslau; † nach März 1947) war ein deutscher Gartenarchitekt und Fachschriftsteller.

## Leben
Carl Rimann absolvierte ab 1889 eine Gärtnerlehre beim Botanischen Garten Breslau. Während des Besuchs der Lehranstalt für Obst- und Gartenbau in Proskau zeichnete er sich bereits durch gute Illustrationen für mehrere wissenschaftliche Werke bekannter Autoren aus. Anschließend war Rimann als Gartengehilfe und -techniker in verschiedenen Anstellungen in Kronberg im Taunus und Frankfurt am Main tätig sowie erfolgreich an verschiedenen Gartenbauwettbewerben beteiligt.
Von 1884 bis 1901 war Rimann im Palmengarten Frankfurt tätig. Im Anschluss daran war er für drei Jahre Obergärtner und Leiter einer großen Privatgartenanlage in Wien-Döbling. 1904 bestand er die Prüfung als staatlich diplomierter Obergärtner. Von 1904 bis 1906 betreute er die Schlossparkanlage und Gärtnerei des Grafen Sándor Nákó im damals ungarischen Nagyszentmiklós (heute Rumänien). Eine vergleichbare Position bekleidete Rimann für einige Jahre bei Frankfurt am Main, „wo er sich ebenfalls als außerst geschickter Anzuchts- und Schmuckgärtner besondere Geltung verschaffte“.
Infolge seiner „vielseitigen Erfahrungen auf allen Gebieten des Gartenbaues“ wurde er 1908 als Lehrer an die Lehranstalt für Obst- und Gartenbau in Proskau berufen. Bis 1912 lehrte er dort Gartenkunst und -technik nebst der verbundenen Nebenfächer. Neben Studienreisen nahm er zu dieser Zeit auch erfolgreich an Gartenbauwettbewerben teil. So gewann er insbesondere den 1. Preis für seinen Entwurf für einen Volkspark in Lankwitz (seit 1920 Ortsteil von Berlin), dem heutigen Gemeindepark Lankwitz (am 2. September 1911 als Beyendorffpark eröffnet, benannt nach dem Lankwitzer Bürgermeister Rudolf Beyendorff), bei dessen Ausführung (1910–1912) er die Oberleitung innehatte.
Am 1. März 1912 trat Rimann als leitender Gartenarchitekt der Landschaftsgärtnerei Körner & Brodersen (siehe Albert Brodersen) in Berlin-Steglitz ein, deren Gesellschafter er 1917, nach dem Tod des Mitinhabers Gustav Körner, wurde. Zahlreiche Gartenanlagen wurden bis zu Rimanns Rückzug aus dem Geschäftsleben im Jahr 1937 geschaffen. Während der 20-jährigen Mitinhaberschaft war er in der landschaftsgärtnerischen Berufsorganisation „immer mit an führender Stelle“. Des Weiteren bekleidete er einige Ehrenämter.
Nach 1937 war er weiter als Gartengestaltungsberater, Sachverständiger und Fachschriftsteller tätig.

## Parkanlagen
Auswahl von Parkanlagen, die nach Rimanns Plänen und unter seiner Leitung als Gartenarchitekt entstanden:
- 1910–1912: Gemeindepark Lankwitz in Berlin-Lankwitz mit rund 103.000 m² (Gartendenkmal des Landes Berlin)[3]
- 1913–1916: Parkanlage des Herrenhaus Correns, Berlin-Lankwitz, rd. 27.000 m²; Gartendenkmal des Landes Berlin[4]
- Parkanlagen der Güter Neudeck und Langenau für Reichspräsident Paul von Hindenburg (Neu- bzw. teilweise Umgestaltung, Körner & Brodersen)[2]

## Schriften
- Der Kleingarten. Quelle & Meyer, Leipzig 1924.
- Die Pflege des Gartens. (= Gärtnerische Lehrhefte, Heft 21.) Paul Parey, Berlin 1926.
- Die Praxis der Gartentechnik. (= Pareys Handbücher des praktischen Gartenbaues, Band 3.) Paul Parey, Berlin 1927.
  - 2. vollständig neubearbeite Auflage, Paul Parey, Berlin 1937.
- (mit Gustav Putzke): Das große Gemüse-ABC. Ulenspiegel-Verlag, Berlin 1949.

Rezensionen
Guido Harbers schrieb in seiner Buchbesprechung zu Die Praxis der Gartentechnik in der Beilage zum Baumeister im Juni 1937: „Dieses von einem erfahrenen Gartentechniker auf Anregung des bekannten Gartenverlages Parey, Berlin, verfaßte Handbuch für Gartentechnik hat sich in seiner ersten Auflage gut eingeführt und liegt nun nach Ablauf von 9 Jahren in zweiter Auflage vor. Der Verfasser versagt sich bewußt theoretischen oder ästhetischen Abhandlungen. Dafür gibt er in diesem Buch den ganzen Schatz seiner 35jährigen praktischen Erfahrungen preis. Neben den Kapiteln über die eigentliche Behandlung und Pflege der Pflanze erscheint uns vor allem nützlich der erste Teil des Buches (Kapitel I mit VI), in denen er die mehr geländetechnischen Aufgaben entwickelt: Geländeaufnahmen und Planübertragung, Erdbewegung, Bodenbearbeitung und Bodenverbesserung, Anlage von Wegen und Plätzen, Ent- und Bewässerung, Wasseranlagen sowie endlich die Terrassen-, Stein- und Felsenbauten.“
Max Weber schrieb 1940 anlässlich des 70. Geburtstags Rimanns in der Zeitschrift Gartenkunst: „Wenn auch schon seit 1895 allerorts in der gärtnerischen Fachpresse Rimanns Name als geschätzter Mitarbeiter auftaucht, so haben doch seine literarischen Arbeiten ihre Krönung in dem jetzt in der zweiten Auflage vorliegenden Werk ‚Die Praxis der Gartentechnik‘ gefunden. Dieses Buch verrät in allen Teilen den für seinen Beruf begeisterten Fachmann gründlichster Schulung.“